# 輕度颱風

各個氣象機構對熱帶氣旋強度的分級。

輕度颱風（英語：Mild Typhoon）是中華民國交通部中央氣象署對於熱帶氣旋的一種分級，即十分鐘平均中心風速每秒17.2公尺（每小時62公里）至每秒32.6公尺之間，低於每秒17.2公尺的熱帶氣旋則稱為熱帶性低氣壓。此級別相當於世界氣象組織建議的熱帶風暴及強烈熱帶風暴。再進一級為中度颱風，亦即其他部門使用的颱風。
要注意的是，雖然此分級有官方英文譯名，但是中央氣象署在英文版本颱風發佈上卻未有使用，而是直接採用世界氣象組織建議的英文分級名稱。此級可對應世界氣象組織建議之「熱帶風暴」或「強烈熱帶風暴」，因此英文發佈上會因應熱帶氣旋的實測強度，顯示為「Tropical Storm」或「Severe Tropical Storm」。

## 特點
輕度颱風有下列幾項特點：
1. 中心較不易定位
2. 輕度颱風無法使多數地區達到停班停課之標準

### 歷史之最
- 史上氣壓最高的輕度颱風：2001年颱風畫眉，氣壓僅1006百帕。
- 2000年代以來暴風半徑最大的輕度颱風：2001年颱風尤特，其暴風半徑為350公里。

大多數輕度颱風的中心氣壓介乎975至998百帕斯卡，而大部分剛形成的輕度颱風暴風半徑為100公里或是120公里（70公里、80公里、150公里和200公里為少數）。